# Elisar von Kupffer
Elisàr von Kupffer (* 20. Februar 1872 in Sophiental, Estland; † 31. Oktober 1942 in Minusio, Schweiz) war Gründer einer religiösen Bewegung, Künstler, Anthologe, Dichter, Übersetzer und Bühnenschriftsteller. Für die meisten seiner schriftstellerischen Arbeiten benutzte er das Pseudonym Elisarion.

## Leben und Nachwirkung
Von Kupffer studierte in Sankt Petersburg und Berlin. Nach Italien-Reisen 1897–1901 siedelte er 1902 zusammen mit seinem Partner, dem Philosophen Eduard von Mayer, nach Florenz über. Nachdem beide Männer 1915 Italien verlassen hatten, zogen sie erst nach Muralto, später nach Minusio. 1926 wurde mit dem Bau des Sanctuariums Artis Elisarion begonnen, das am 1. August 1927 eröffnet wurde. 1939 wurde diesem Gebäude ein zwölfeckiger Abschlussbau angefügt, in dem das malerische Hauptwerk von Kupffers, die „Klarwelt der Seligen“ ausgestellt wurde. Nach dem Tod Eduard von Mayers im Jahre 1960 verfiel das Gebäude. 1981 wurde es zum Kulturzentrum der Gemeinde umgebaut. Es erhielt den Namen Elisarion. Ein kleines Archiv mit dem literarischen Nachlass beider Männer und dem bildnerischen Werk von Kupffers erinnert an die ursprüngliche Bestimmung des Sanctuarium Artis Elisarion. Das Gebäude stellt neben dem Goetheanum von Rudolf Steiner den einzigen Tempelbau des frühen 20. Jahrhunderts in der Schweiz dar und bezieht sich auf vergleichbare inhaltliche Quellen. Zu den prominenten Besuchern des Gebäudes zählten Magnus Hirschfeld, Gerhart Hauptmann und Kurt Tucholsky. Tucholskys 1931 erschienener Roman „Schloß Gripsholm“ verweist mit seiner Anspielung auf das „Polysandrion“ satirisch auf das Sanctuarium und seine Bewohner.

## Der Klarismus als neue religiöse Bewegung
Elisàr von Kupffer rief 1900 eine religiöse Bewegung ins Leben, die dem weit verbreiteten Monismus entgegenwirken sollte und sich zugleich auf zeitgenössische Strömungen, etwa die Theosophie der Helena Petrovna Blavatsky, bezog. Eine Institutionalisierung erfuhr dieser Glaube, der Klarismus, in der Gründung verschiedener Gesellschaften: 1911 Klaristengemeinschaft Weimar, 1913 Klaristengemeinschaft Zürich, 1926 Elisarionsgesellschaft. Der Glaube sollte nach ca. drei Generationen staatenübergreifend erblüht sein und eine Eu-Demokratie darstellen. Gottgewolltes Oberhaupt der neuen Wissenschaftsreligion sollte Elisàr von Kupffer (seit 1911 Elisarion) selbst sein. Gleichzeitig ist der Klarismus als Reaktion auf Bewegungen der Lebensreform zu betrachten. Boden- und Ernährungsreform, die politische Form des „dritten Weges“ zwischen Kommunismus und Kapitalismus, findet sich auch hier. Trotz misogyner und antisemitischer Tendenzen forderte der Klarismus starke Gesellschaftsreformen bezüglich der Frauen- und Homosexuellenemanzipationsbewegungen. Eine bildhafte Darstellung des neuen Glaubens stellt sich in zahlreichen Gemälden dar, die von Kupffer hauptsächlich ab 1910 malte. Diese Gemälde wurden im Sanctuarium ausgestellt und erzeugten eine kultische Begehungsstruktur des Gebäudes, die an Parzival-Inszenierungen der Zeit erinnert. Endpunkt dieser Begehung war das Rundgemälde Die Klarwelt der Seligen, das 1939 erstmals in der Rotunde des Sanctuariums ausgestellt wurde. Beim Umbau des Gebäudes wurde es von Harald Szeemann gerettet und am Monte Verità untergebracht. Der Klarismus neigte zu einer starken Theoriebildung. Elisàr von Kupffer und Eduard von Mayer verfassten zahlreiche Werke, die sich mit naturwissenschaftlichen Theoremen, kunstwissenschaftlichen Diskursen und gesellschaftspolitischen bzw. religionstheoretischen Aspekten befassten.

## Lieblingminne und Freundesliebe in der Weltliteratur

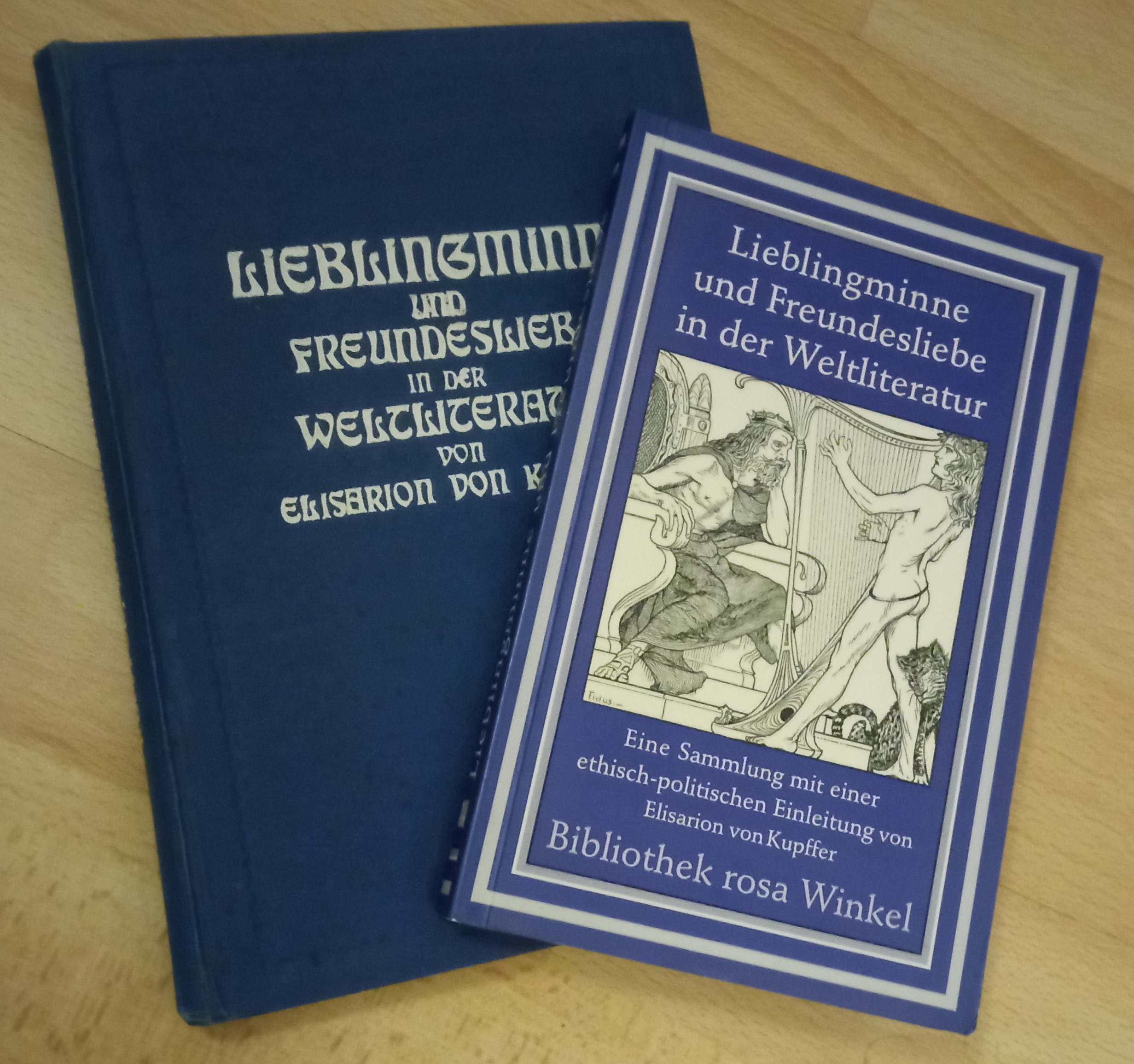
Original 1900 und Reprint 1995

1899/1900 veröffentlichte Adolf Brand eine von v. Kupffer zusammengestellte Anthologie homoerotischer Literatur unter dem Titel Lieblingminne und Freundesliebe in der Weltliteratur. Von Kupffer erstellte die Anthologie teilweise aus Protest gegen die Haft von Oscar Wilde in England. Retrospektiv beschreibt von Kupffer die Arbeit an der Anthologie als zeitraubende Nebenarbeit. In der posthum veröffentlichten Autobiographie stellt er dieses Werk hinter die Bedeutung seiner Religionsgründung. Dennoch bestimmt dieses als einziges neu aufgelegte Werk von Kupffers maßgeblich die heutige Rezeption, was zu einer vollständigen Ausblendung des umfassenden Charakters des Gesamtnachlasses führte.

### Gedichte
Die Gedichte im Buch stammen aus einer Vielzahl von Quellen und Orten wie dem antiken Griechenland, dem römischen Reich, der Bibel, der arabischen Welt, Japan, Italien der Renaissance, England im elisabethanischen Zeitalter und Deutschland des 19. Jahrhunderts. Das Buch enthält auch einige wenige Gedichte des Herausgebers selbst.
Zu der Zeit, als v. Kupffer das Buch schrieb, gab es noch keine derartige Zusammenstellung, so dass es aufwändiger Nachforschungen bedurfte, um passende Texte zu finden. Erschwert wurde dieses Unterfangen noch dadurch, dass es entweder noch keine Übersetzungen fremdsprachiger Gedichte gab oder diese durch homophobe Zensur verstümmelt waren, z. B. durch die Ersetzung männlicher Pronomen durch weibliche. Von Kupffer musste zunächst einmal also etliche Gedichte übersetzen bzw. von Freunden übersetzen lassen, falls sie in einer Sprache vorlagen, die er nicht beherrschte. Im Lichte dieser Schwierigkeiten erscheint es beachtlich, dass v. Kupffers Auswahl an Gedichten zeitlos geworden ist und sich in den Kanon der schwulen Dichtung eingereiht hat.

### Von Kupffers Vorwort
Wohl ebenso interessant wie die Anthologie selbst ist das 1899 in Pompeji von v. Kupffer verfasste, überaus politische Vorwort. In ihm spricht er sich dafür aus, dass Homosexualität nicht bloß durch die Gesellschaft toleriert, sondern zu einem ihrer Grundpfeiler gemacht werden solle, bestehend aus (im Wesentlichen platonischen) homosozialen Bindungen zwischen Jungen und Männern und Männern untereinander, wodurch die Gesellschaft in einem stärkeren Maße als durch heterosexuelle Beziehungen allein jemals erreichbar gestärkt werden solle.
V. Kupffer greift auch die Bezeichnung drittes Geschlecht an, ein Konzept, das seiner Meinung nach von Schwulenrechtsaktivisten wie Magnus Hirschfeld erfunden wurde, um eine rechtliche Anerkennung der Homosexuellen zu erreichen und bestehende Gesetze gegen homosexuelle Praktiken aufzuheben. Er wendet sich auch gegen eine revisionistische Geschichtsschreibung, in der historische Personen wie etwa Alexander der Große oder Julius Caesar als Schwule dargestellt werden, wobei er davon ausgeht, dass das moderne Konzept des Schwulseins sich um das feminisierte männliche Verhalten nach dem Modell des dritten Geschlechts dreht, das auf die Verhältnisse in der damaligen Zeit schlicht nicht zutreffe.
Weiterhin kritisiert v. Kupffer den „Kult der Frau“, von dem er behauptet, er entspringe dem königlichen Frankreich und dem Hof Ludwigs XIV. Ein Klima, in dem Mann-Frau-Beziehungen gefördert und Mann-Mann-Bindungen als verdächtig angesehen werden, sei schädlich für die Gesellschaft. Die alleinige Befürwortung von Heterosexualität führe zu einer vergleichsweise einsamen Gesellschaft, in der soziale Interaktionen und Kultur in größerem Maßstab (wie etwa in der griechischen Polis) weitgehend fehlen.
Ungeachtet seines Arguments, dass heutige Männer wie die idealen griechischen Bürger der Vergangenheit sowohl entschieden maskulin in ihrem Verhalten als auch gleichzeitig kultiviert genug zur Führung homoerotischer oder homosexueller Beziehungen sein sollten, betont v. Kupffer, dass er kein Misogynist sei und die Misogynie in Wahrheit von heterosexuellen Männern ausgehe, die sich unbewusst eingeschränkt in ihren Ehen fühlten.
Von Kupffer geht damit weit über eine Position hinaus, die Homosexualität als bloße Alternative zur Heterosexualität sieht und deshalb gleiche Rechte wie z. B. die Ehe fordert, sondern vertritt die Auffassung, dass sie wichtiger als heterosexuelle Beziehungen sei, nämlich ein integraler Bestandteil der Gesellschaft, der durch seine Bindungen der Gesellschaft als Ganzer nützt.

## Weitere Publikationen
- Leben und Lieben. Gedichte (1895)
- Ehrlos! Novellen und Skizzen (1898)
- Herr der Welt. Tragödie in fünf Akten (1899)
- Irrlichter (1900, drei Bühnenstücke: Andrei, Erich und Narkissos)
- Auferstehung. Irdische Gedichte (1901) (Digitalisat der 2. Auflage)
- Klima und Dichtung. Ein Beitrag zur Psychophysik (1907)
- An Edens Pforten. Gedichte (1907)
- Giovan Antonio – il Sodoma. Eine Seelen- und Kunststudie von Elisàr von Kupffer (1908) In: Jahrbuch für sexuelle Zwischenstufen, Jg. IX.
- Aino und Tio (1907)
- Die gefesselte Aphrodite. Eine dramatische Dichtung (1911)
- Der unbekannte Gott. Ein Wort an Dich und Dein Volk (1912)
- Was soll uns der Klarismus? – nationale Kraft (1912)
- Die Gotteslästerungen der Bibel und der Antike (1912)
- Hymnen der Heiligen Burg (1913)
- 3000 Jahre Bolschewismus (1919)
- Heldische Sicht und Froher Glaube (1942)
- Gespräche der Klarwelt (1942)
- Aus einem wahrhaften Leben (1943)

Seine klaristischen Arbeiten wurden auch im Schwulenmagazin Akadémos von Baron Jacques d’Adelswärd-Fersen veröffentlicht.
Außerdem war v. Kupffer auch Fotograf. Im Nachlass befinden sich fotografische Naturstudien, Aktfotografien, die er als Vorlagen für seine Gemälde benutzte, und Selbstporträts.

## Ausstellungen (Auswahl)
Das malerische Werk von Elisàr von Kupffer wurde in verschiedenen Gruppenausstellungen gezeigt.
- seit 1987: Präsentation des Rundgemäldes Die Klarwelt der Seligen auf dem Monte Verita, das von 2019 bis 2021 restauriert wurde[4]
- 1997: Goodbye to Berlin? 100 Jahre Schwulenbewegung, Schwules Museum und Akademie der Künste, Berlin[5]
- 2022/2023: To Be Seen. Queer Lives 1900–1950, NS-Dokumentationszentrum München
- 2023: Substitutes, W139, Amsterdam, Niederlande[6]
- 2024: Elisarion: Elisàr von Kupfer und Jaanus Samma, Kunstmuseum Tallinn